# Liste der Straßennamen in Fohnsdorf
Diese Liste bietet einen Überblick über die Straßen, Gassen und Plätze von Fohnsdorf.

## A
- Ackerweg: Aichdorf
- Aichfeldstraße: Aichdorf und Sillweg. Verbindungsstraße zwischen Aichdorf und Sillweg.
- Angerweg: Aichdorf
- Allerheiligenstraße: Kumpitz (Straße in den Allerheiligengraben)
- Allerheiligenweg: Kumpitz (Schotterstraße-Verbindung zwischen Allerheiligen und Kumpitz)
- Ankerweg: Fohnsdorf
- Antoniried: Dietersdorf
- Antoniweg: Dietersdorf
- Anton-Karas-Weg: Dietersdorf
- Arena am Waldfeld: Hetzendorf
- Arena Ost: Hetzendorf
- Auerlingstraße: Dietersdorf

## B
- Bachstraße: Dietersdorf
- Bachweg: Aichdorf
- Bahndamm: Dietersdorf (Fuß- und Radweg). Bahndamm der Grubenbahn des ehemaligen Bergbaus Fohnsdorf
- Bahndammgasse: Dietersdorf
- Bahnhofstraße: Fohnsdorf
- Barbaraweg: Fohnsdorf
- Begleitweg: Rattenberg
- Berggasse: Fohnsdorf
- Bergweg: Sillweg
- Bergmanngasse: Fohnsdorf
- Bernsteingasse: Fohnsdorf
- Birkenstraße: Fohnsdorf
- Blumenweg: Fohnsdorf
- Brückenweg: Hetzendorf
- Brucknergasse: Dietersdorf
- Brunnenweg: Aichdorf
- Bundesstraße: Aichdorf und Hetzendorf. Verbindungsstraße zwischen Aichdorf und Hetzendorf.
- Buchengasse: Fohnsdorf

## C
- Carl-Orff-Gasse: Fohnsdorf
- Carl-Zeller-Gasse: Dietersdorf

## D
- Depotgasse: Aichdorf
- Dietersdorferweg: Dietersdorf
- Dinsendorferweg: Fohnsdorf
- Dorfgasse: Aichdorf
- Dorfstraße: Kumpitz
- Dorfstraße: Rattenberg
- Dorfstraße: Sillweg
- Dr. Blacher-Straße: Fohnsdorf
- Dr. Heinrich-Hulla-Platz: Fohnsdorf, beim Ärztezentrum
- Dr. Heinrich-Hulla-Platz: Fohnsdorf, zwischen Fohnsdorf und Sillweg

## E
- Emmerich-Kalman-Weg: Dietersdorf
- Enziangasse: Fohnsdorf
- Eschenweg: Rattenberg
- Erlenweg: Aichdorf
- Eumigstraße: Fohnsdorf

## F
- Fahrtechnikstraße: Aichdorf
- Farracherweg: Rattenberg
- Feldgasse: Aichdorf und Hetzendorf. Verbindungsstraße zwischen Aichdorf und Hetzendorf.
- Fischergasse: Hetzendorf
- Flösserweg: Aichdorf
- Fludergasse: Hetzendorf
- Flurweg: Dietersdorf
- Fohnsdorferstraße: Aichdorf
- Franz-Lehar-Weg: Dietersdorf
- Franz-Liszt-Gasse: Dietersdorf
- Friedrich-Schmiedl-Gasse: Fohnsdorf

## G
- Gabelhofen Bundesstraße: Hetzendorf
- Gabelhofensiedlung: Hetzendorf
- Gabelhoferstraße: Hetzendorf
- Gartenzaunweg: Sillweg
- Getreideweg: Aichdorf
- Gezähesteig: Fohnsdorf
- Grabenweg: Kumpitz
- Grabenstraße: Fohnsdorf
- Grazerstraße: Fohnsdorf und Aichdorf. Verbindung zwischen Fohnsdorf und Aichdorf
- Gregor-Mendel-Gasse: Dietersdorf
- Gstättnerwge: Fohnsdorf
- Gustav-Mahler-Weg: Dietersdorf
- Gusterbauerweg: Wasendorf

## H
- Haldengasse: Fohnsdorf
- Hangweg: Dietersdorf
- Hauerweg: Dietersdorf
- Hauptplatz: Fohnsdorf
- Hauptstraße: Kumpitz – Dietersdorf – Fohnsdorf
- Hauptstraße: Sillweg
- Heimgasse: Fohnsdorf
- Hochwiesenweg: Dietersdorf und Fohnsdorf. Der Hochwiesenweg ist teilweise die Grenze zwischen Dietersdorf und Fohnsdorf.
- Höhenstraße: Fohnsdorf
- Hügelgasse: Fohnsdorf
- Hüttenweg: Rattenberg

## I
- Imkerweg: Fohnsdorf

## J
- Jadegasse: Fohnsdorf
- Johann-Strauß-Gasse: Dietersdorf
- Johann-Nestroy-Gasse: Hetzendorf
- Johannes-Brahms-Weg: Dietersdorf
- Josefiplatz: Fohnsdorf
- Joseph-Lanner-Weg: Dietersdorf
- Josef-Ressel-Gasse: Fohnsdorf
- Judenburgerstraße: Fohnsdorf und Hetzendorf. Verbindungsstraße zwischen Fohnsdorf und Hetzendorf.

## K
- Karl-August-Straße: Aichdorf und Wasendorf. Verbindungsstraße zwischen Aichdorf und Wasendorf.
- Kernstockgasse: Hetzendorf
- Kirchbichlweg: Rattenberg
- Kirchweg: Sillweg
- Klöpfergasse: Hetzendorf
- Knappenweg: Dietersdorf
- Kohlriegelweg: Kumpitz
- Kohlenstraße: Sillweg
- Kornweg: Hetzendorf
- Kreuzbichlweg: Sillweg

## L
- Landstraße: Fohnsdorf – Sillweg – Aichdorf
- Lärchenweg: Aichdorf
- Lichtensteingasse: Hetzendorf
- Lindenweg: Dietersdorf
- Lise-Meitner-Straße: Fohnsdorf
- Lorenzistraße: Fohnsdorf und Sillweg. Verbindungsstraße zwischen Fohnsdorf und Sillweg.

## M
- Maiweg: Fohnsdorf
- Maisweg: Aichdorf und Rattenberg. Verbindungsstraße zwischen Aichdorf und Rattenberg.
- Marktstraße: Hetzendorf
- Mitterweg: Wasendorf
- Montessori-Weg: Wasendorf
- Mozartgasse: Dietersdorf
- Mühlgasse: Aichdorf
- Murtal Begleitstraße: Hetzendorf
- Murtal Schnellstraße: Aichdorf, Hetzendorf

## N
- Neubaugasse: Hetzendorf
- Neudorfstraße: Hetzendorf

## O
- Obere Kolonie: Fohnsdorf
- Ödk-Weg: Aichdorf

## P
- Peter-Tunner-Straße: Hetzendorf, Grenze zwischen Fohnsdorf und Judenburg
- Pölssteg: Hetzendorf
- Pölsweg: Aichdorf
- Poststraße: Fohnsdorf
- Precheisengasse: Fohnsdorf
- Pruggerweg: Rattenberg

## Q
- Quergasse: Fohnsdorf

## R
- Raiffeisenstraße: Fohnsdorf
- Rattenbergerweg: Aichdorf und Rattenberg. Verbindungsstraße zwischen Aichdorf und Rattenberg.
- Robert-Stolz-Gasse: Dietersdorf
- Roseggergasse: Hetzendorf

## S
- Schachthausweg: Fohnsdorf
- Sackgasse: Hetzendorf
- Sackgasse: Wasendorf
- Schachtweg: Fohnsdorf
- Schachtwiedlung: Wasendorf
- Schichtweg: Fohnsdorf
- Schillergasse: Hetzendorf
- Schlossbergweg: Fohnsdorf
- Schlossgasse: Hetzendorf
- Schrebergartenweg: Wasendorf
- Schubertgasse: Dietersdorf
- Schulgasse: Fohnsdorf
- Schulplatz: Fohnsdorf
- Schützengasse: Hetzendorf
- Schwarzenbachgasse: Fohnsdorf
- Siedlerstraße: Fohnsdorf
- Siemensstraße: Fohnsdorf
- Sillwegerweg: Aichdorf
- Sonnenrain: Dietersdorf
- Sonnenweg: Dietersdorf
- Spitalgasse: Fohnsdorf
- Steirergasse: Hetzendorf
- Steigergasse: Fohnsdorf
- Stollenweg: Dietersdorf
- Streb: Wasendorf

## T
- Tagbauweg: Dietersdorf
- Teichweg: Sillweg
- Traunerweg: Fohnsdorf, von der Grabenstraße nördlich
- Traunerweg: Fohnsdorf, von der Precheisengasse nördlich

## U
- Uferweg: Aichdorf
- Untere Kolonie: Fohnsdorf

## V
- Verbindungsstraße: Sillweg
- Viktor-Kaplan-Straße: Fohnsdorf
- Vogelbichlweg: Dietersdorf
- Vorlackenweg: Dietersdorf
- Vormacherbergweg: Kumpitz

## W
- Wagnergasse: Fohnsdorf
- Waldweg: Hetzendorf
- Wasendorferried: Wasendorf
- Wasendorferstraße: Dietersdorf und Wasendorf. Verbindungsstraße zwischen Dietersdorf und Wasendorf.
- Weideweg: Fohnsdorf
- Weitfeldgasse: Hetzendorf
- Werkstraße: Wasendorf
- Wiesenweg: Hetzendorf
- Winkelfeldgasse: Fohnsdorf
- Winterbachgasse: Fohnsdorf

## Z
- Ziegelweg: Sillweg
- Zufahrtsweg Begleitstraße: Rattenberg